# Dong Hai (motorfiets)
Dong Hai is een historisch merk van motorfietsen.
Het was een Chinees motormerk, gebouwd door de Shanghai Motorfietsen Fabriek (Shanghai Ek Chor Motorcycle). De Dong Hai was een kopie van de BSA Star (een 750 cc tweecilinder). Later werden er ook kopieën met een BMW-achtige tweecilinder boxermotor met kopkleppen geproduceerd, waarschijnlijk gedurende ongeveer 10 jaar. Shanghai Ek Chor Motorcycle produceert nog steeds motorfietsen, maar waarschijnlijk niet meer het merk Dong Hai.